# Erzbischöfliches Seminar St. Pirmin
Das Erzbischöfliche Seminar St. Pirmin war ein katholisches Kolleg in Sasbach in der Ortenau. Das Kolleg des Seminars St. Pirmin war eine staatlich anerkannte Einrichtung des zweiten Bildungsweges und führte in vier Jahren zur allgemeinen Hochschulreife (Abitur).
Gegründet worden war das Seminar im Jahre 1959 als Bildungsstätte für junge Männer, die sich nach einer praktischen Berufsausbildung entschlossen hatten, das Abitur nachzuholen, um Priester zu werden. Viele Priester, die in der Erzdiözese Freiburg tätig sind, hatten hier ihre Grundlage für ihr Theologiestudium und den pastoralen Dienst erhalten. Entsprechend der kirchlichen Entwicklung stand das Seminar auch jenen Bewerbern offen, die bei ihrer beruflichen Entscheidung noch auf der Suche waren. Das Kolleg stand in enger Verbindung mit der Heimschule Lender in Sasbach. Von dort kamen auch die Lehrer, die am Kolleg unterrichteten.
Rektor des Hauses war von 2000 bis Oktober 2014 Edgar Eisele.
Ab dem Schuljahr 2013/14 wurde das Seminar schrittweise geschlossen. Neue Schüler wurden nicht mehr aufgenommen. Ende des Schuljahres 2013/14 zählte das Seminar nur noch zwölf Schüler, zum Ende des Schuljahres 2015/16 wurde es komplett geschlossen.
Wie zu Zeiten des Falls des Eisernen Vorhangs, als DDR-Flüchtlinge und danach deutschstämmige Einwanderer aus den Sowjetstaaten im Seminar Zuflucht fanden, wurde der sogenannte „Neubau“ des Seminars von 2013 bis 2016 auch als Flüchtlingsaufnahmestätte genutzt. Dieses Gebäude wurde im Februar/März 2017 abgerissen. Der Abriss des leerstehenden „Altbaus“ erfolgte nur wenige Monate später.
An Stelle des Seminars wurden ein Einkaufsmarkt und Mehrfamilienhäuser errichtet.

## Schulische Voraussetzungen
- Abschluss einer mindestens zweijährigen Berufsausbildung (bzw. der Nachweis einer mindestens dreijährigen geregelten Berufstätigkeit) oder
- die Mittlere Reife (Realschulabschluss).

## Verlauf der Schulausbildung
Das Kolleg des Seminars St. Pirmin war eine staatlich anerkannte Einrichtung des zweiten Bildungsweges und führte in vier Jahren zur allgemeinen Hochschulreife.
Schulische Voraussetzungen:
Eine abgeschlossene Berufsausbildung oder eine mindestens zweijährige Berufstätigkeit oder die Mittlere Reife (Realschulabschluss).
Das erste Jahr war der sog. Vorkurs, der auf den Wissensstand einer Klasse 10 des Gymnasiums führen soll. Gleichzeitig wurde mit Latein als neuer Fremdsprache begonnen. Der Vorkurs schloss ab mit einer schriftlichen Aufnahmeprüfung in den Fächern Deutsch, Latein und Mathematik.
Die drei Jahre im Kolleg teilren sich in die einjährige Einführungsphase und in die zweijährige Kursphase auf. In der Kursphase waren entsprechend der neu reformierten gymnasialen Oberstufe die Kernkompetenzfächer Deutsch, Latein und Mathematik. Als Profilfach wurde Religion und als Neigungsfach Geschichte unterrichtet.
Fremdsprachen waren im ersten Jahr Latein und Englisch. Nach dem Vorkurs konnte zwischen Englisch und Griechisch (als neue Sprache) gewählt werden. Hebräisch war ein zusätzliches Angebot, das ebenfalls gewählt werden konnte.